# چاه‌شور (سرایان)
چاه شور روستایی در دهستان دوکوهه بخش سه قلعه شهرستان سرایان استان خراسان جنوبی ایران است. بر پایه سرشماری عمومی نفوس و مسکن در سال ۱۳۹۰ جمعیت این روستا ۲۴ نفر (در ۸ خانوار) بوده است.